# Ascalenia
Ascalenia là một chi bướm đêm thuộc họ Cosmopterigidae.